# Скляров, Дмитрий Витальевич
Дмитрий Витальевич Скляров (род. 18 декабря 1974) — российский программист, разработчик алгоритма программы Advanced eBook Processor, выпущенной московской фирмой «Элкомсофт» и предназначенной для обхода защиты электронных книг в формате Adobe PDF. В течение ряда лет преподавал на кафедре «Информационная безопасность» факультета «Информатика и системы управления» МГТУ им. Баумана.

## Биография
По словам Склярова, его родители являются выпускниками МГТУ им. Баумана, отец более 20 лет работал в «Бауманке» на должности начальника вычислительной машины. Дмитрий окончил школу в 1991 году и пошёл по стопам родителей в «Бауманку», по распределению попал на кафедру сопромата, откуда после первого курса перевёлся на кафедру систем автоматизированного проектирования. В 1997 году поступил в аспирантуру на кафедру информационной безопасности.
Скляров специализируется на криптоанализе, криптографии, анализе надёжности программных средств защиты информации.
Преподает в МГТУ им. Баумана, ведёт «Инженерное введение в информационную безопасность» для студентов 5 курса.
C 2000 года работал в компании «Элкомсофт», руководил разработкой Advanced eBook Processor. C 2012-го работает в Positive Technologies.
В 2021 году совместно с коллегой по компании Positive Technologies Марком Ермоловым и независимым экспертом Максимом Горячим Скляров обнаружил уязвимость в доступных чипах Intel. Был номинирован на премию High Load.

## Обвинения во взломе защиты PDF
16 июля 2001 года на проходившей в США конференции DEFCON Дмитрий представил свой доклад на тему защиты электронных книг и продемонстрировал практически полную незащищённость формата PDF с использованием программы Advanced eBook Processor.
Непосредственно после окончания конференции он был арестован ФБР по обвинению фирмы Adobe во взломе системы защиты электронных документов Adobe, после чего провёл несколько месяцев в тюрьме до выпуска под залог.
В декабре 2002 года был признан судом присяжных города Сан-Хосе невиновным в инкриминированном ему преступлении.